# Karl von Fischer

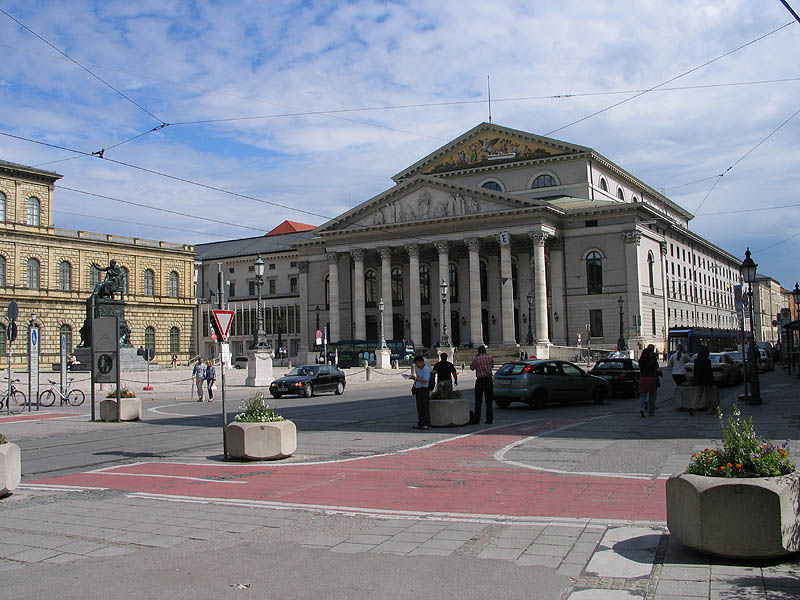
Nationaltheater, München (2005).

Karl von Fischer, född 19 september 1782 i Mannheim, död 11 februari 1820 i München, var en tysk arkitekt.
Fischer utbildade sig i Italien och införde därifrån till München en smak för renässansstilen. Hans främsta verk är Nationaltheater i München, som invigdes 1818, brann ned 1823, och återuppbyggdes med samma plan och åter öppnades 1825. Under andra världskriget förstördes byggnaden i oktober 1943 av ett bombangrepp, men återuppbyggdes ännu en gång och nyinvigdes 1963.